# Auguste Lebouys
Auguste Lebouys, ou Lebouis, ou encore Lebouy, né à Honfleur le 22 juin 1812 et mort à Nemours le 20 juillet 1854 est un peintre français.

## Biographie

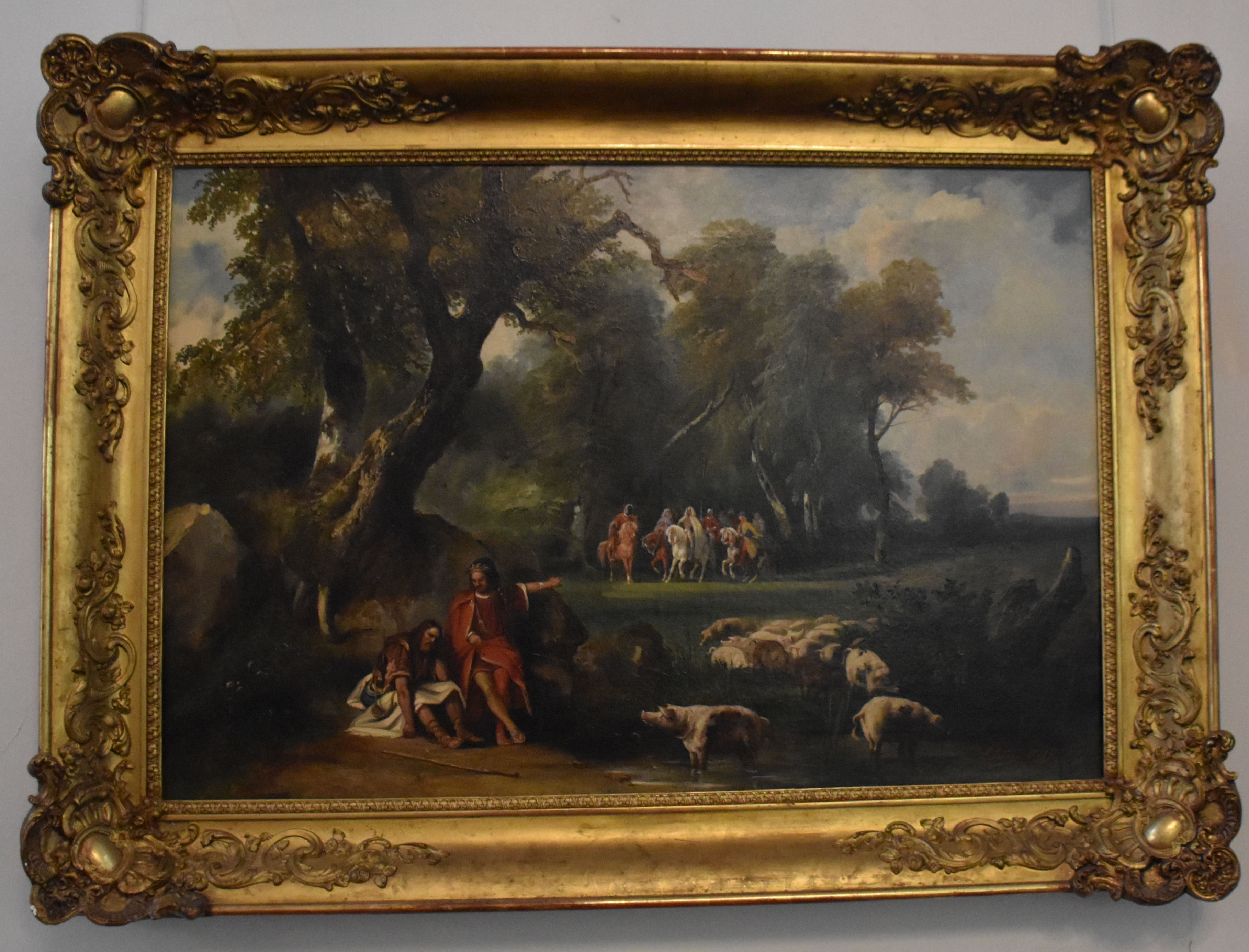
Honfleur - Musée Eugène Boudin - Auguste Lebouys (1812-1854) - Bois-Guilbert se rendant au château de Cédric-le-Saxon.

Auguste Lebouys, élève aux Beaux-Arts de Paris, est lauréat du grand prix de Rome en 1841.